# Margarethe von Hanau (1411–1441)
Margarethe von Hanau (* 1411; † 29. April 1441) war eine Tochter Reinhards II. von Hanau, der 1429 der erste Graf von Hanau wurde, und der Katharina von Nassau-Beilstein († 6. September 1459).
Margarethe heiratete 1439 Gottfried VIII. von Eppstein-Diez († 1466). Der Wittumsvertrag stammt vom 13. November 1439. Das Wittum wurde am 17. Januar 1440 auf Camberg und Massenheim sowie Würges, Erbach, Alsdorf (Wüstung), Haintchen, Hasselbach, Eisenbach, Dauborn, Eufingen, Gnadenthal, Hahnstätten und Neisen ausgewiesen. Der Vertrag über die Morgengabe datiert hingegen erst auf den 3. Juli 1440.
Aus der Ehe gingen hervor:
1. Gottfried IX. († 24. Dezember 1522 in Mainz), verheiratet mit Wild- und Rheingräfin Walpurgis von Dhaun-Kyrburg († 28. September 1493), Witwe von Graf Kuno von Solms-Rödelheim
2. Johann († 1544), Domherr, später Domscholastiker und 1514: Chorbischof von St. Gereon in Köln.

Margarethe wurde in der Talkirche von Eppstein bestattet. Nach ihrem Tod heiratete Gottfried VIII. im Jahre 1451 Agnes von Runkel († 27. Juli 1481).

## Vorfahren
| Ahnentafel Margarethe von Hanau | Ahnentafel Margarethe von Hanau                                                       | Ahnentafel Margarethe von Hanau                                                       | Ahnentafel Margarethe von Hanau                                                       | Ahnentafel Margarethe von Hanau                                                       | Ahnentafel Margarethe von Hanau | Ahnentafel Margarethe von Hanau |
| ------------------------------- | ------------------------------------------------------------------------------------- | ------------------------------------------------------------------------------------- | ------------------------------------------------------------------------------------- | ------------------------------------------------------------------------------------- | ------------------------------- | ------------------------------- |
| Urgroßeltern                    | Ulrich III. von Hanau (* 1310; † 1369/70) ⚭ Adelheid von Nassau († 1344)              | Eberhard von Wertheim (* ; † 1373) ⚭ Katharina von Hohenzollern († nach 1369)         | Heinrich I. von Nassau-Beilstein († 1378/80) ⚭ Meyna von Westerburg († 1388)          | Arnold von Randerode ⚭ ?                                                              |                                 |                                 |
| Großeltern                      | Ulrich IV. von Hanau (* 1330/40; † 1380) ⚭ Elisabeth von Wertheim (* 1347; † 1378)    | Ulrich IV. von Hanau (* 1330/40; † 1380) ⚭ Elisabeth von Wertheim (* 1347; † 1378)    | Heinrich II. von Nassau-Beilstein († 1412) ⚭ Katharina von Randerode († ca. 1415)     | Heinrich II. von Nassau-Beilstein († 1412) ⚭ Katharina von Randerode († ca. 1415)     |                                 |                                 |
| Eltern                          | Reinhard II. von Hanau (* ca. 1369; † 1451) ⚭ Katharina von Nassau-Beilstein († 1459) | Reinhard II. von Hanau (* ca. 1369; † 1451) ⚭ Katharina von Nassau-Beilstein († 1459) | Reinhard II. von Hanau (* ca. 1369; † 1451) ⚭ Katharina von Nassau-Beilstein († 1459) | Reinhard II. von Hanau (* ca. 1369; † 1451) ⚭ Katharina von Nassau-Beilstein († 1459) |                                 |                                 |
| Margarethe                      |                                                                                       |                                                                                       |                                                                                       |                                                                                       |                                 |                                 |

## Nachweise
1. ↑  Die Verzichtsurkunde auf Ansprüche gegen die Grafschaft Hanau (Staatsarchiv Marburg: O.I.a. 1439.01.02.) stammt vom 2. Januar 1440. Da eine solche Urkunde erst bei Auszahlung der Mitgift ausgestellt wurde, was in der Regel erst nach der Hochzeit stattfand, ist von einer Heirat bereits im Jahr 1439 auszugehen.
2. ↑  Battenberg, Nr. 419
3. ↑  Regina Schäfer: Die Herren von Eppstein. Wiesbaden 2000, S. 453, Anm. 540 u. 569.
4. ↑  LHASA, MD, H 9-2, 15 Fach 1-2 Nr. 83

| Personendaten    | Personendaten                             |
| ---------------- | ----------------------------------------- |
| NAME             | Hanau, Margarethe von                     |
| ALTERNATIVNAMEN  | Margarethe von Eppstein                   |
| KURZBESCHREIBUNG | Gemahlin von Gottfried VIII. von Eppstein |
| GEBURTSDATUM     | 1411                                      |
| STERBEDATUM      | 29. April 1441                            |